# Hypsiboas joaquini
Espèce
Synonymes
- Hyla raddiana joaquini Lutz, 1968
- Hyla pulchella joaquini Lutz, 1968
- Hyla joaquini Lutz, 1968

Statut de conservation UICN

 LC  : Préoccupation mineure
Hypsiboas joaquini est une espèce d'amphibiens de la famille des Hylidae.

## Répartition
Cette espèce est endémique du Brésil. Elle se rencontre dans les prairies et les forêts d'Araucaria de la Serra Geral dans l'État de Santa Catarina.

## Étymologie
Cette espèce est nommée en référence à son lieu de découverte, São Joaquim.

## Publication originale
- Lutz, 1968 : New Brazilian forms of Hyla. Pearce-Sellards Séries, Texas Memorial Museum, vol. 10, p. 1–18.